# 安德斯·林德罗特
安德斯·林德罗特（瑞典語：Anders Linderoth，1950年3月21日—），瑞典男子足球运动员，司职中场。他曾代表瑞典国家队参加1978年国际足联世界杯，结果队伍止步小组赛阶段。